# كاغونك
كاغونك (بالفارسية: کاگونک) هي قرية تقع في قسم بشتكوة موغوئي الريفي في إيران. يقدر عدد سكانها بـ 104 نسمة بحسب إحصاء 2016.